# Aleksandra Hubert
Aleksandra Hubert (Poznan, 1923 - 26 de septiembre de 2000), fue una funcionaria y arquitecta polaca.
En 1951 se graduó en la Facultad de Arquitectura en Poznan y fue empleada en la Oficina de Reconstrucción del Ayuntamiento de Poznań. Participó en la reconstrucción de la ciudad después de los estragos de la Segunda Guerra Mundial.
Fue autora del edificio de la Asociación de la Industria de la Construcción en Cerámica,(1963-1967) hoy denominado Torre Pirelli.
Falleció el 26 de septiembre de 2000 a los 77 años, está enterrada en el cementerio Jezyckim en Poznan.

## Referencias

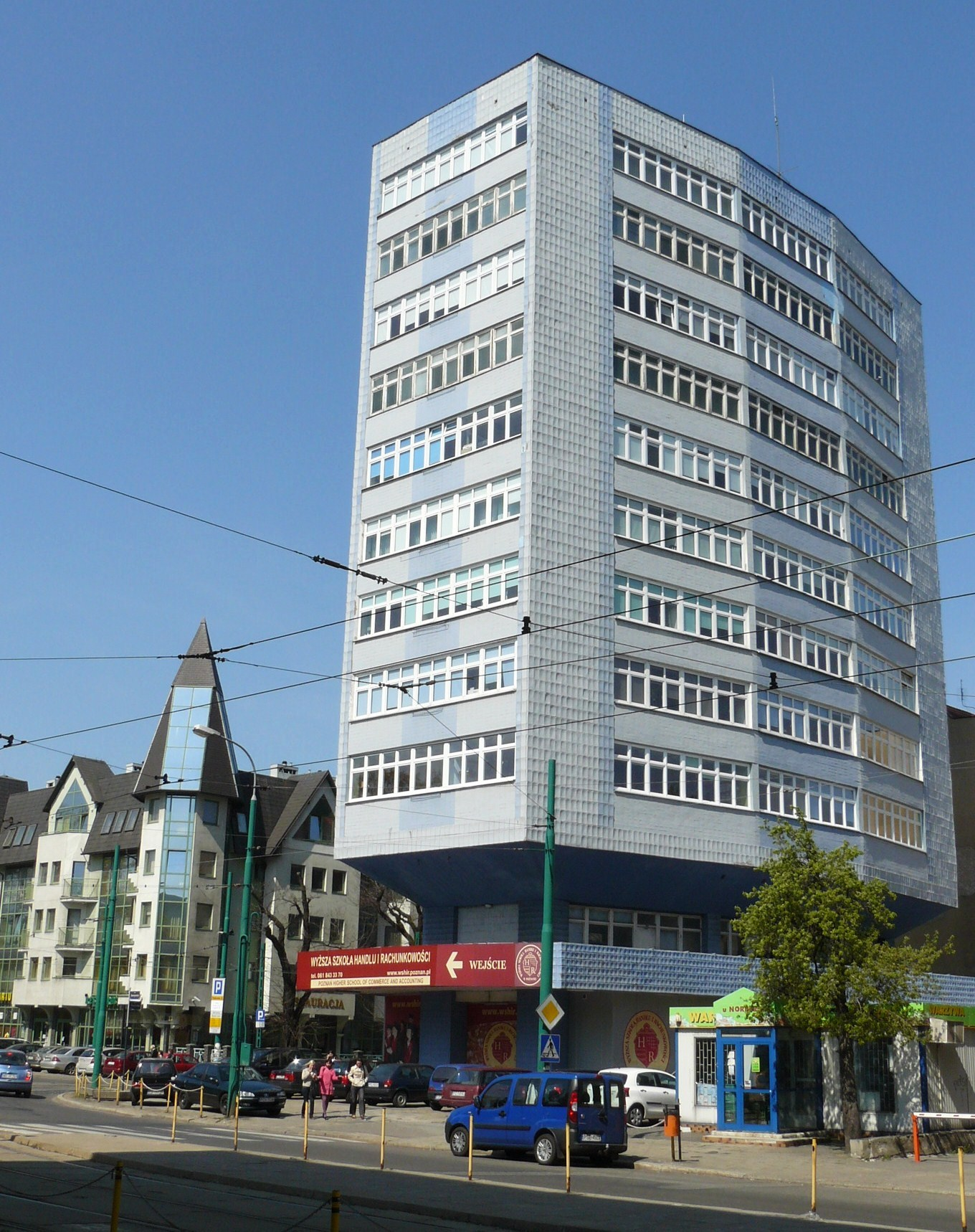
Torre Pirelli, Poznan